# هيجة معافا (طور الباحة)

تعديل مصدري - تعديل

هيجة معافا هي إحدى قرى عزلة طور الباحة بمديرية طور الباحة التابعة لمحافظة لحج، بلغ تعداد سكانها 82 نسمة حسب تعداد اليمن لعام 2004.